# HD 35242
HD 35242，又名BD+05 905，SAO 112708、HR 1777，是一颗恒星，视星等为6.35，位于銀經197.64，銀緯-16.82，其B1900.0坐标为赤經5h 18m 11.7s，赤緯+5° -16.82′ 41″。